# デイビッド・ハンター
デイビッド・ハンター（David Hunter、1802年7月21日-1886年2月2日）は、南北戦争の時の北軍将軍である。ハンターは、1862年に南部3州で奴隷を解放する未承認の命令を発したこと（即座に取り消された）と、エイブラハム・リンカーン大統領の暗殺に関わった陰謀者達の裁判を行う軍法委員会の委員長を務めたことで名声を得た。

## 初期の経歴
ハンターはニューヨーク州トロイ市、あるいはニュージャージー州プリンストンで生まれた。著作家でイラストレーターのデイビッド・ハンター・ストラザー（やはり北軍の将軍を務めた）とは従兄弟であり、母方の祖父はアメリカ独立宣言の署名者リチャード・ストックトンだった。ハンターは1822年に陸軍士官学校を卒業し、第5アメリカ歩兵連隊の少尉に任官された。南北戦争以前の軍歴記録についてはかなりの空白がある。1828年から1831年には、北西辺境のディアボーン砦（イリノイ州シカゴ）に駐屯し、そこで市では最初の恒久的白人住人ジョン・キンジーの娘マリア・キンジーと出会って結婚した。11年間歩兵隊で務めた後の1833年、第1アメリカ竜騎兵隊の大尉に指名された。1836年7月に退役し、イリノイ州に移住して、そこで不動産取次人あるいは投機家として働いた。1841年11月に軍隊に給与支払担当者として再入隊し、1842年3月に少佐に昇進した。
ある史料によれば、第二次セミノール戦争（1838年-1842年）および米墨戦争(1846年-1848年）に参戦したことになっている。
1860年、ハンターはカンザス州レブンワース砦に駐屯しており、ハンターの強い反奴隷制の見解に焦点を当ててエイブラハム・リンカーンと文通を始めた。この関係はその後長く続く政治的な効果があり、その最初のものとして、1861年2月にリンカーンがイリノイ州スプリングフィールドからワシントンD.C.まで大統領就任のための列車の旅をしたときに、同乗するよう招かれた。この任務の時に、ハンターはニューヨーク州バッファローで次期大統領を押し合う群集のために鎖骨を脱臼した。

## 南北戦争
サムター要塞の戦いの後間もなく、ハンターは第3アメリカ騎兵隊の大佐に昇進したが、その3日後の1861年5月17日、リンカーン政権との政治的結び付きが実を結び、第4位の順位の志願兵准将に指名されワシントン方面軍の1個旅団を指揮した。アービン・マクドウェルの下で1個師団を率い1861年7月の第一次ブルランの戦いに参戦し、首と頬に傷を負った。8月には志願兵の少将に昇進した。ジョン・C・フレモント少将の西部軍で師団長を務め、フレモントが指揮官を解任された後の11月2日、西部方面軍の指揮官に指名された。その冬、カンザス方面軍指揮官に転任し、1862年3月、再度南部方面軍と第10軍団指揮官に転任となった。

### 将軍命令第11号
ハンターはアフリカ系アメリカ人を北軍の兵士として武装させることを強く提唱した。4月のプラスキ砦の戦い後にサウスカロライナ州の占領地域から黒人兵の徴兵を始め、北軍の連隊としては初めての第1サウスカロライナ（アフリカ系子孫）連隊を結成し、当初は解隊するよう連邦議会から命令されたが、最終的にその行動に対する承認を得た。第2の論争の種はハンターがジョージア州、サウスカロライナ州およびフロリダ州に奴隷を解放する命令を発したことから起こった。以下はその命令である。
この命令は直ぐに、境界州で奴隷所有者をアメリカ連合国支持に駆り立てるという政治的影響力を心配したリンカーンによって取り消された（リンカーン自身の奴隷解放宣言は9月に宣言され1863年1月1日に効力を持った）。それでも南部はハンターの行動に激怒し、アメリカ連合国大統領ジェファーソン・デイヴィスは南軍に対して、ハンターは「捕まえた時には処刑すべき重犯罪人」と考えるべしという命令を発した。
ハンターはフィッツ・ジョン・ポーター少将の軍法会議の議長を務め（第二次ブルランの戦いでのポーターの行動を有罪としたが、1878年の特別委員会で無罪とされた）、メリーランド方面作戦中のハーパーズ・フェリーの戦い（1862年9月）の損失を調査する委員会の委員長も務めた。またメキシコ湾方面軍の監察長官補も短期間務めた。

### バレー
1864年のバレー方面作戦において、北軍フランツ・シーゲル少将がユリシーズ・グラント中将から、シェナンドー渓谷に侵攻しそこの鉄道や農業経済を脅かし、グラントがバージニア州東部で戦う間ロバート・E・リーの気を逸らせるという命令を受けた。しかし、シーゲルは直ぐに南軍のジョン・ブレッキンリッジ少将指揮する4,000名の部隊とバージニア陸軍士官学校の士官候補生に遮られニューマーケットの戦いで敗北して命令を果たせなかった。1864年5月21日、ハンターがシーゲルの後を受けてシェナンドー軍とウェストバージニア方面軍の指揮官になった。グラントはハンターに、後にウィリアム・シャーマンが海への進軍で使うことになるものに似た焦土作戦を行うよう命令した。ハンターはスタントンを通ってシャーロッツビルやリンチバーグに移動して「その国でとれた物で食いつなぎ」、「修理に何週間も要するように」バージニア中央鉄道を破壊することとされていた。リーはハンター軍の動きを心配しジュバル・アーリー中将の1個軍団を派遣して対処させた。
6月5日、ハンターはピードモントの戦いでウィリアム・E・"グランブル"・ジョーンズ少将の部隊を破った。ハンター軍は渓谷を南のレキシントンまで遡り、6月11日にバージニア陸軍士官学校を燃やし、途中にあるあらゆる市民財産を自由に略奪した。リー将軍は自分の家を北軍に燃やされ、ハンターに宛てて手紙を書き、「何千もの呪い、男らしく高潔な者の侮蔑および正直で名誉を重んじる者の憎しみが貴方と貴方のものに常に付き纏い、貴方の名前を『悪名』と刻印する。『悪名』」と約束した。レキシントンは特に被害が大きかった。バージニア陸軍士官学校が燃やされたことに加え、ハンター軍の兵士達は多くの私人の家やワシントン大学の図書館までを略奪した。ハンターはジョン・レッチャー元知事の家を燃やすように命じ、その後にその不在の所有者が「暴力的で怒りをかき立てる宣言...国の住民に立ち上がってハンターの軍隊にゲリラ戦を仕掛けることを煽り立てる宣言」を発したことに対する報復だったと報告した。
シェナンドー渓谷におけるハンターの恐怖の統治は直ぐに終わった。6月17日と18日のリンチバーグの戦いでアーリー軍に敗北した。ハンターが作戦本部にしたサンダスキー・ハウスは1982年に国指定歴史史跡に登録され、現在はハウス博物館として運営されている。グラントはフィリップ・シェリダン少将を送ってハンターの部下としたが、戦場ではシェリダンが軍隊を率いることを明らかにし、ハンターは管理的な責任があるだけになっていた。ハンターはグラントの信用を得ていないことを認識し、解任を要求した。ハンターはその後戦闘指揮官となることは無かった。1865年3月13日に正規軍の名誉少将に昇進したが、これは戦争後半に従軍した上級将校には比較的普通にある栄誉だった。

## その後の経歴
ハンターはリンカーンの葬儀で儀仗兵を務め、スプリグフィールドまで戻る遺体に付き添った。1865年5月8日から7月15日までリンカーン大統領の暗殺に関わった陰謀者達の裁判を行う軍法委員会の委員長を務めた。1866年7月にアメリカ陸軍から退役した。後に『反逆者の戦争の間のアメリカ陸軍デイビッド・ハンター将軍の軍務に関する報告』を書き、1873年に出版した。
ハンターはワシントンD.C.で死に、プリンストンのプリンストン墓地に埋葬されている。